# Hästskotjärnen (Transtrands socken, Dalarna)
Hästskotjärnen är en sjö i Malung-Sälens kommun i Dalarna och ingår i Dalälvens huvudavrinningsområde.